# Caravana da Morte

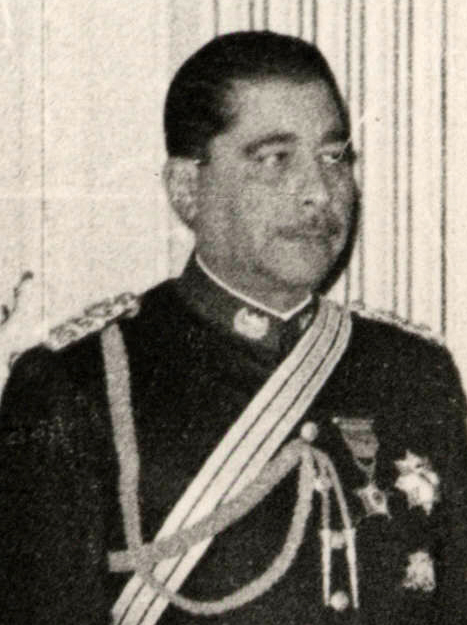
General Sergio Arellano Stark, chefiou a Caravana da Morte a mando de Pinochet

A Caravana da Morte foi uma ação planejada para execução de líderes da resistência contra o regime militar chileno na ditadura Pinochet na década de 1970. Aproximadamente 105 presos políticos foram vítimas desta operação clandestina. Ocorreu em outubro de 1973, logo depois do golpe militar. Muitos dos prisioneiros eram recolhidos de suas prisões e executados sob tortura.
Considerado um dos piores episódios de repressão da ditadura militar chilena foi, segundo a jornalista Patricia Verdugo, autora de livro que retrata a viagem mortal dos fuzileiros, "o ato fundacional da ditadura" naquele país.

## Histórico e consequências
Partindo de uma ordem direta do ditador Augusto Pinochet, foi instalada uma comitiva de fuzileiros sob comando do general Sergio Arellano, como seu delegado; partindo do sul até o norte, viajaram num helicóptero Puma do Exército com a missão de executar prisioneiros políticos ao longo do país; além do general integraram o esquadrão da morte os coronéis Sergio Arredondo e Marcelo Moren Brito, o capitão Patricio Díaz Aravena, o tenente Armando Fernández Larios, dentre outros oficiais.
Os militares então começaram as execuções sumárias, mesmo que muitos dos seus alvos já haviam sido julgados e condenados a penas de prisão pelos conselhos de guerra que foram instalados logo depois do golpe militar; começaram seu trajeto em 4 de outubro daquele ano por Cauquenes, ao sul, e seguiram para La Serena, Copiapó, Antofagasta até Calama ao norte, no dia 19.
Em 1987 Fernández Larios fugiu para os Estados Unidos e, com isso, escapou do indiciamento promovido pelo juiz Juan Guzmán Tapia que, a 29 de janeiro de 2001, instaurou processo contra Pinochet e seus asseclas, bem como ordenou a prisão dos envolvidos, sendo este o primeiro julgamento ocorrido no Chile contra o ex-ditador; no libelo acusatório figuravam a execução de setenta e cinco fuzilamentos pela comitiva; segundo relato do general reformado Joaquín Lagos, que comandava algumas das cidades em que o esquadrão atuou, as vítimas eram destroçadas: "Eles as fuzilavam por partes. Primeiro nas pernas, depois nos órgãos sexuais, depois o coração. Sequer havia tiro de misericórdia".
Ao ser interrogado o ex-ditador Pinochet eximira-se de qualquer responsabilidade, alegando que as execuções, muitas delas feitas dentro de regimentos militares ou nos arredores das cidades, foram de exclusiva responsabilidade de seus subordinados.